# Estate (Bruno Martino)
Estate è un brano musicale composto dal cantante e pianista italiano Bruno Martino con testo di Bruno Brighetti, pubblicato nel 1960 come Lato A del 45 giri Estate/Ed è subito sera.

## Descrizione
Il brano nasce originalmente con il titolo Odio l'estate. Dopo l'interpretazione ironica e dissacrante di un altro grande jazzista italiano, Lelio Luttazzi, che lo trasforma durante un programma televisivo in Odio le statue, nelle successive riedizioni viene semplicemente intitolato Estate. Con il tempo diventa anche un famoso standard del jazz internazionale, entrando a far parte del repertorio di numerosi interpreti.

## Cover
Tra le cover, la più celebre è probabilmente l'interpretazione che ne fece João Gilberto; altre versioni sono state incise, tra le tante, da Claude Nougaro (1981), Shirley Horn, Jon Hendricks, Toots Thielemans, Chet Baker (1983, 1988) e Chris Botti, le edizioni strumentali riarrangiate dal vivo di Michel Petrucciani (1982, 1994) e di Lynne Arriale, le prove di Chris Botti, Eliane Elias (2004), Arturo Sandoval, Joe Pass, Helen Merrill (1960) inserita nell'EP Helen Merrill sings Italian songs su etichetta RCA Italiana e nell'album del 1991 Helen Merrill in Italy, orchestra diretta da Ennio Morricone, su etichetta Liuto Records; Eddie Higgins Trio - Bewitched (2001) e da artisti italiani come Jimmy Fontana (1960), Mia Martini (1991), Milva (1964), Anna Luana Tallarita (2007), Orietta Berti (2008), Roberta Gambarini (2009), Andrea Bocelli (2005), Sergio Cammariere (Blue Note, 2007), Irene Grandi (2007), Amalia Grè (2003), Mina (1984), Ornella Vanoni (nel LP E poi... la tua bocca da baciare, 2001), Vinicio Capossela, Giulia Ottonello, Giorgio Poi (2020), Giusy Ferreri (2009), Joe Barbieri (2013), i Selton con la rapper Priestess (2020). Nel 2009 Patrizio Buanne  esegue una cover in inglese dal titolo Maybe This Summer per l'album Patrizio. Nel 2014 vede confrontarsi anche Plácido Domingo con Martino.

Il 7 giugno 2015 il cantante e produttore norvegese Erlend Øye pubblica la sua versione di Estate.